# Sphenacodontia
Die Sphenacodontia sind eine Gruppe der Pelycosaurier, gehören also zu den synapsiden Amnioten (Synapsida).
Sie waren die dominierenden fleischfressenden Landwirbeltiere im Unteren Perm. Evolutionsbiologisch ist bedeutsam, dass aus ihnen die Therapsiden hervorgingen, die Vorfahren der Säugetiere (Mammalia). Der bekannteste und am besten untersuchte Sphenacodont ist der mehr als drei Meter lange Dimetrodon. Er fällt durch sein spektakuläres Rückensegel auf, das auch einige andere Angehörige der Sphenacodonten tragen.

## Merkmale
Wie alle Pelycosauria hatten die Sphenacodonten eine echsenartige, langgestreckte Gestalt mit einem langen Schwanz und kurzen Beinen, die seitlich vom Körper abstanden. Ihr massiger Schädel war hoch und schmal. Das große Maul hatte ein differenziertes Fleischfressergebiss mit teilweise verlängerten Vorderzähnen im Ober- und Unterkiefer und einem verlängerten Eckzahn im Oberkiefer. Die Zähne des Oberkiefers saßen in tiefen Zahnfächern, bei allen anderen Synapsiden sind die Alveolen flach. Das Kiefergelenk befand sich deutlich unter dem Niveau der Zahnreihen.
Die Dornfortsätze der Rücken- und Halswirbelsäule waren verlängert und trugen bei Ctenospondylus, Secodontosaurus und Dimetrodon das große Segel, das wahrscheinlich bei der Thermoregulation nützlich war, aber auch der Kommunikation zwischen Artgenossen gedient haben könnte.

## Systematik

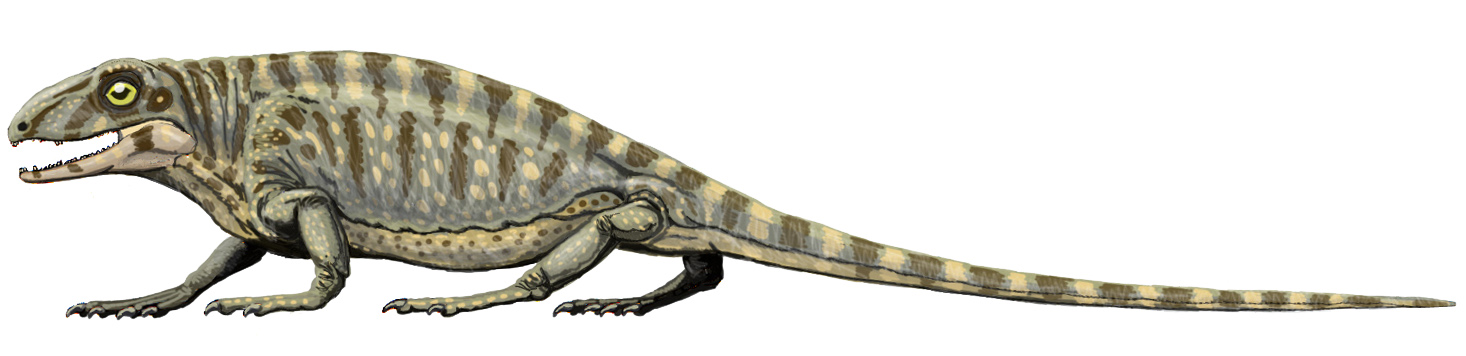
Haptodus

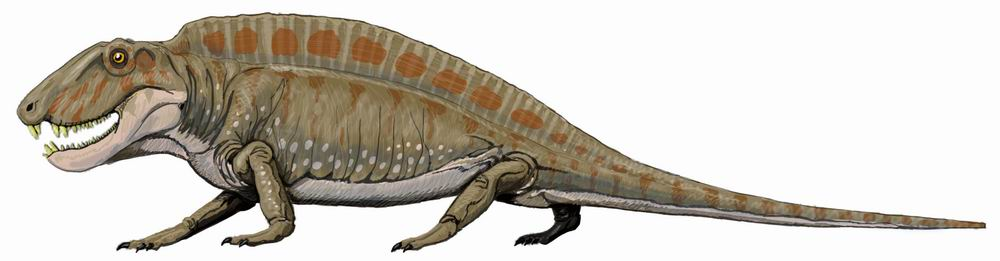
Sphenacodon

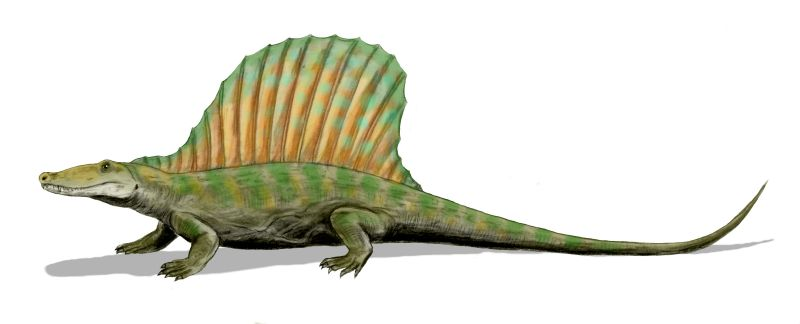
Secodontosaurus

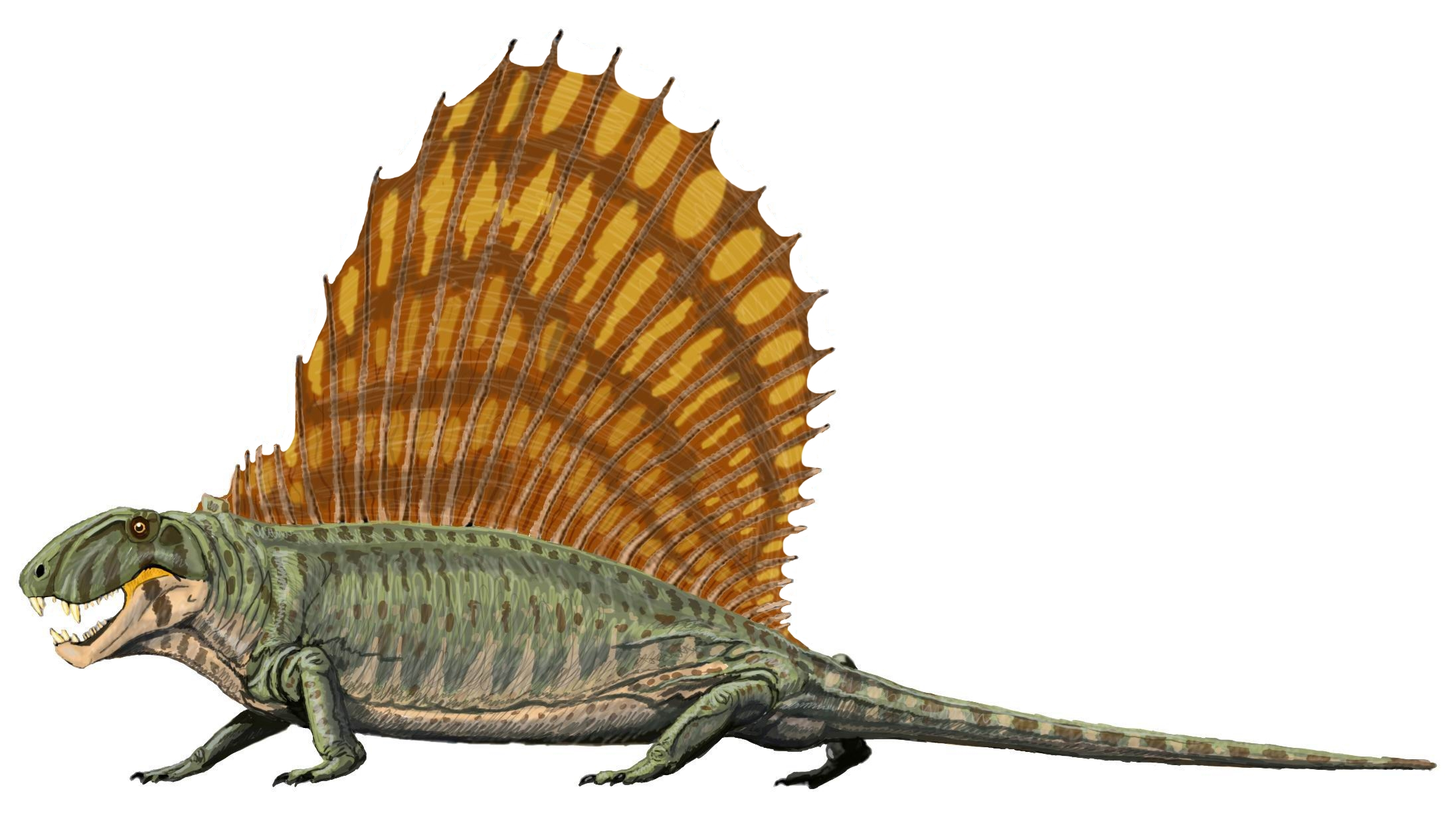
Dimetrodon

- Sphenacodontia[1]
  - Macrornerion
  - Milosaurus
  - Haptodus
  - Palaeohatteria
  - Pantelosaurus
  - Cutleria
  - Sphenacodontoidea
    - Sphenacodontidae
      - Ctenorhachis
      - Cryptovenator
      - Sphenacodontinae
        - Neosaurus
        - Sphenacodon
        - Ctenospondylus
        - Secodontosaurus
        - Steppesaurus
        - Dimetrodon

    - Therapsida
      - Säugetiere (Mammalia)